# Partit Socialista Combatent de Grècia
Partit Socialista Combatent de Grècia (grec Αγωνιστικό Σοσιαλιστικό Κόμμα Ελλάδας, ASKE) és un partit polític grec d'extrema esquerra fundat el febrer de 1984. Era format per quadres de membres del comitè d'organització del PASOK, que immediatament després d'arribar al poder després de les eleccions legislatives gregues de 1981 va protestar contra la violació dels seus principis fonamentals i van renunciar als seus càrrecs
Aquesta oposició fou expressada per Nikos Kargópulos davant del Comitè Central del PASOK a l'estiu de 1983 i en fou expulsat. Juntament amb altres elements procedents de l'esquerra i del moviment progressista, van fundar el Moviment Social, que finalment es va convertir en ASKE el febrer de 1984. Els seus punts fonamentals són la lluita per la independència dels blocs de poder, com la UE i l'OTAN, i pel socialisme, defensa l'autogestió, el ple respecte dels drets personals i polítics, i la democràcia. A les eleccions europees de 2004 va obtenir 11.598 vots, el seu millor resultat des de la seva fundació.